# Font Groga (Collserola)
La Font Groga és una font d'aigua natural al terme de Sant Cugat del Vallès dins del Parc Natural de Collserola. És troba a la capçalera del torrent de la Salamandra, per sota de la carretera de la Rabassada. Era molt concorreguda a inicis del segle XX a causa de la seva proximitat al Casino de la Rabassada. Els estadants de l'hotel del casino hi anaven a passar estones tot fent una petita passejada. El nom li ve del contingut ferruginós de l'aigua que en brolla.
Situada en una gran esplanada, la construcció és una paret d’estructura simètrica i línia semicircular alternant cinc remats de forma arrodonida i quatre capçals de forma rectangular. Un banc ressegueix tota la paret. A la part central hi ha el frontal de la font d’on brolla un petit rajolí.
Va ser restaurada el 2011 pel Consorci del Parc de Collserola amb l'ajut de la Diputació de Barcelona i l'Obra Social 'la Caixa'.

## Reserva Natural de la Font Groga
L’entorn de la font va ser declarat reserva natural el 1986. L'interès d'aquest petit espai d'especial protecció de 80 hectàrees és el bosc mediterrani humit, poc habitual a Collserola, format bàsicament per alzines i roures, on es poden trobar també avellaners, falgueres, oms i salzes.